# Liste der Naturdenkmale in Hessisch Oldendorf
Die Liste der Naturdenkmale in Hessisch Oldendorf nennt die Naturdenkmale in Hessisch Oldendorf im Landkreis Hameln-Pyrmont in Niedersachsen.

## Naturdenkmale
| Bild            | Bezeichnung                                | Ort, Lage                                      | Beschreibung | Schutzzweck                                                     | Nummer    |
| --------------- | ------------------------------------------ | ---------------------------------------------- | --- | --------------------------------------------------------------- | --------- |
| BW              | Linden am Pfarrhof Lachem                  | Lachem (52° 8′ 21,5″ N, 9° 16′ 24,1″ O)        | Die beiden ortsbildprägenden, großkronigen Linden (Tilia ssp.) stehen beiderseits der Toreinfahrt zum Pfarrhof Lachem. Für die östlich stehende Linde wurde zugunsten des Wurzelstockes das Fundament der direkt angrenzenden Bruchsteinmauer ausgespart.                                                                                                 | Schönheit                                                       | ND-HM 062 |
| Fotos hochladen | Langenfelder Wasserfall                    | Langenfeld (52° 12′ 42,3″ N, 9° 17′ 17,8″ O)   | Der „Langenfelder Wasserfall“ befindet sich am südlichen Ortsrand von Langenfeld an der Grenze zum Naturschutzgebiet „Hohenstein“ und unterbricht den sogenannten Höllenbach über eine Kalksteinkante hinweg durch einen ca. 3 m tiefen, natürlichen Wasserabsturz.                                                                                       | Seltenheit, Eigenart und Schönheit, wissenschaftliche Bedeutung | ND-HM 136 |
| BW              | Iborn-Quelle                               | Rohdental (52° 12′ 31,6″ N, 9° 14′ 58,8″ O)    | „Der Iborn“ befindet sich als Quelle in einem kleinen Kerbtälchen am Hangfuß der Hünenburg nördlich von Rohdental. Der Quellabfluss verläuft kaskadenförmig über Kalk-Sinterstufen im Jura-Kalksteinmassiv des Süntel und speist den sogenannten Iborn-Bach.                                                                                              | Seltenheit, Eigenart und Schönheit, wissenschaftliche Bedeutung | ND-HM 137 |
| BW              | Lödingsche Eiche in Weibeck                | Weibeck (52° 9′ 37,5″ N, 9° 17′ 6,7″ O)        | Die „Lödingsche Eiche“ steht am westlichen Ortsrand von Weibeck am Rand der Weserterrassen-Hangkante. Die ortsbildprägende, vitale und großkronige Eiche besitzt einen kulturhistorischen Wert. | Schönheit, heimatkundliche Bedeutung                            | ND-HM 139 |
| BW              | Friedenseiche Rumbeck                      | Rumbeck (52° 9′ 38,2″ N, 9° 11′ 44,1″ O)       | Die „Friedenseiche“ steht am linken Weserufer unterhalb von Rumbeck. Die Eiche (Quercus robur) ist ein großkroniger Baum, welcher das Landschaftsbild der Weseraue prägt. Die Eiche wurde dem Friedensschluss von 1871 gewidmet. | Schönheit, heimatkundliche Bedeutung                            | ND-HM 140 |
| BW              | Buche im Schneegrund                       | Rohdental (52° 12′ 24,9″ N, 9° 15′ 2,6″ O)     | Die landschaftsbildprägende großkronige Rot-Buche steht mit lang ausladenden Astschleppen und typischem Habitus innerhalb einer Weide am Iborn-Bach nördlich von Rohdental. | Schönheit                                                       | ND-HM 141 |
| BW              | Eichen in Friedrichsburg                   | Friedrichsburg (52° 8′ 12,1″ N, 9° 11′ 6,1″ O) | Die Baumgruppe steht am nördlichen Ortsrand von Friedrichsburg auf einem Wohngrundstück. Die Baumgruppe besteht aus sechs knorrigen Stieleichen (Quercus robur) und ist in einer Vierer- und einer Zweiergruppe angeordnet. | Schönheit                                                       | ND-HM 142 |
| BW              | Fuhlener Eiche                             | Fuhlen (52° 9′ 15,4″ N, 9° 14′ 15,9″ O)        | Die „Fuhlener Eiche“ steht nordwestlich von Fuhlen in der Weseraue. Die Eiche (Quercus robur) ist mit ihrem markanten, knorrigen und weit ausladenden Wuchs ein weithin sichtbarer und dominanter Bestandteil des Landschaftsbildes. | Schönheit                                                       | ND-HM 143 |
| BW              | Riesenberg-Tropfsteinhöhle                 | Langenfeld (52° 12′ 8,7″ N, 9° 17′ 2,7″ O)     | Große Tropfsteinhöhle in Süntel. Zum Erhalt ihrer besonderen geologischen Bedeutung sowie für den Fledermausartenschutz ist die Höhle ganzjährig verschlossen. | Seltenheit, Eigenart und Schönheit, wissenschaftliche Bedeutung | ND-HM 144 |
| BW              | Fischbecker Findling                       | Fischbeck (52° 8′ 43,7″ N, 9° 17′ 58,3″ O)     | Der „Fischbecker Findling“ befindet sich im Hausgarten der Weibecker Str. 8 in Fischbeck. Der Granit-Findling hat die Ausmaße 3,2 m × 2,4 m × 1,7 m und ist der bisher größte im Landkreis gefundene eiszeitliche Findling. Petrographisch interessant sind die zentimetergroßen Feldspateinschlüsse.                                                     | Seltenheit, wissenschaftliche Bedeutung                         | ND-HM 154 |
| BW              | Königsfichte im Schoppenborn               | Heßlingen (52° 7′ 52,7″ N, 9° 11′ 44,5″ O)     | Die mächtige Rot-Fichte (Picea abies) steht mitten im geschlossenen Buchenwaldbestand des Schoppenborn zwischen Friedrichsburg und Klein Heßlingen. Die Königsfichte hat einen markanten Habitus mit weit ausladenden, tief beasteten Schleppen. | Eigenart und Schönheit                                          | ND-HM 199 |
| BW              | Blutbuche und Eiche im Garten von Gut Stau | Weibeck (52° 9′ 17,4″ N, 9° 17′ 6,2″ O)        | Die beiden Bäume, eine Blut-Buche (Fagus sylvatica ‚Purpurea’) und eine Säuleneiche (Quercus robur ’Fastigiata’), stehen im Garten von Gut Stau in der Weseraue zwischen Fischbeck und Weibeck. | Schönheit                                                       | ND-HM 200 |
| BW              | Hude-Eichen bei Heßlingen                  | Heßlingen (52° 8′ 1,7″ N, 9° 11′ 36,6″ O)      | Die Baumgruppe besteht aus 5 knorrigen, ca. 300 Jahre alten Hude-Eichen (Quercus robur) und steht südlich des Holzlagerplatzes an der Rinderweide im Waldbestand des Schoppenborn. | Eigenart, heimatkundliche Bedeutung                             | ND-HM 201 |
| BW              | Findling am Kiebitzweg                     | Fischbeck (52° 8′ 48,1″ N, 9° 17′ 53,3″ O)     | Der Findling befindet sich in einem Hausgarten am Ende des Kibitzweges in Fischbeck. Der Findling aus rötlichem Granit hat die Ausmaße 3,0 m × 3,0 m × 2,5 m und ist einer der größten Findlinge am Südrand des ehemaligen Vergletscherungsgebietes aus der Saale-Eiszeit im Landkreis Hameln-Pyrmont. Der Findling ist von erdgeschichtlicher Bedeutung. | Seltenheit, wissenschaftliche Bedeutung                         | ND-HM 202 |
| BW              | Findling in Haddessen                      | Haddessen (52° 10′ 3,7″ N, 9° 20′ 48″ O)       | Der Findling aus Tertiärquarzit liegt am südöstlichen Ortsrand von Haddessen im Seitenraum der Gemeindestraße nach Pötzen. Der Findling hat die Ausmaße 2,90 m × 1,75 m × 1,70 m und ist ein Überbleibsel der letzten Eiszeit. | Seltenheit, wissenschaftliche Bedeutung                         | ND-HM 203 |
| BW              | Bergahorn in Höfingen                      | Höfingen (52° 9′ 38,4″ N, 9° 18′ 56″ O)        | Der Bergahorn (Acer pseudoplatanus) steht an der Kreisstraße K88 am südlichen Ortsrand von Höfingen. Mit kompaktem, großkronigen Wuchs überschattet er ein direkt angrenzendes Gebäude und ist von besonderer Bedeutung für das Orts- und Landschaftsbild.                                                                                                | Schönheit                                                       | ND-HM 204 |
| BW              | Findling in Barksen                        | Barksen (52° 10′ 51,8″ N, 9° 16′ 31,9″ O)      | Der Findling befindet sich in der Mitte von Barksen im Garten einer landwirtschaftlichen Hofstelle. Der Findling aus Granitgestein wiegt ca. 20 t und hat die Ausmaße 3,5 m × 1,75 m × 2,0 m. Er dokumentiert den Südrand der Vergletscherung der Saale-Eiszeit.                                                                                          | Eigenart und Schönheit                                          | ND-HM 205 |